# Plaza de Florida-Portazgo
La plaza de Florida-Portazgo se encuentra en la ciudad española de Alicante, en el barrio de Florida Alta. Debe su nombre a la antigua existencia, en lo que ahora es el barrio, de un fielato o portazgo en el que se pagaba un impuesto indirecto de tránsito.

## Descripción
Es una plaza de construcción reciente, levantada en un solar de propiedad privada cedido gratuitamente. Su planta en forma de L se debe a la construcción en la década de 1960 de la parroquia de Nuestra Señora del Rosario, edificación que ocupa una parte importante de la manzana original. El primer proyecto de urbanización fue redactado en 1976 por el arquitecto municipal Miguel López González, aunque no se realizó por motivos de presupuesto. No fue hasta tres años después, en 1979, que la plaza fue incluida en el presupuesto especial de urbanismo con máxima prioridad de urbanización y el proyecto encargado a la entonces arquitecta municipal María Dolores Alonso Vera, aunque la obra fue dirigida por el arquitecto Manuel Beltrá Martínez, quien realizó pequeñas modificaciones.
No se conformó como una plaza aislada, sino que se procuró vincular los edificios circundantes, como los bloques de viviendas y el centro escolar de la iglesia, disponiendo zonas adecuadas para reuniones o actos públicos en forma de gradas escalonadas. Asimismo se establecieron alamedas de paseo que conservaron caminos utilizados previamente a la urbanización y la zona más estrecha y alargada de la parcela fue destinada a zona de juegos. Finalmente fue inaugurada oficialmente el 27 de junio de 1981.
Las críticas hacia el resultado final fueron bastantes positivas, aunque tras sufrir varias reformas, la plaza original ha sido alterada notablemente.